# Sebastian Torres
Aureliano Torres Timoschuk (Paysandú, 26 de febrero de 1988) es un futbolista uruguayo. Juega como defensa en el Club Atlético Torque de la Primera División de Uruguay.

## Biografía
Aureliano Torres Timoschuk, hijo de Eduardo Torres y Maria Timoschuk, nació en la ciudad de Paysandú, Uruguay, el 26 de febrero de 1988. Sus abuelos emigraron de Europa del este al fin de la guerra; su familia se dedicó desde entonces a los negocios agropecuarios en el norte del departamento de Paysandú. Aureliano siguió en el negocio familiar compatibilizando su carrera de futbolista junto a sus estudios de Ingeniero Agrónomo.
En 2015 comenzó una relación con la modelo ecuatoriana Alejandra Argudo,Miss Ecuador 2014, existen planes de casamiento para mediados de 2019, aunque Alejandra se quedó trabajando en Ecuador y no acompañó a Sebastian a Uruguay.
Torres de fuerte temperamento y ascendencia con sus compañeros ha tenido varios altercados con la prensa, los directivos de sus equipos y la afición; nunca ha ocultado sus ideales políticos lo que le ha acarreado más de un disgusto en su carrera.

## Trayectoria
Debutó en la Primera División de Uruguay con el Club Atlético Progreso. Con el equipo montevideano tuvo un excelente rendimiento lo que le propicio un posible fichaje por el Club Brujas de la Primera División de Bélgica; lamentablemente en las pruebas previas a su contratación sufre una grave lesión de rodilla que le frustra su pasaje a Europa. Después de 6 meses de inactividad producto de la lesión y sumado a fuertes desavenencias con la dirigencia del club montevideano es enviado en calidad de préstamo al Vida de la Liga Nacional de Fútbol Profesional de Honduras.
En julio de 2008 firmó por el Motagua hondureño. Debutó con la Águilas Azules el 26 de julio de 2008 en el partido de Liga Nacional de Fútbol Profesional de Honduras contra el Victoria, convirtiendo un gol en la victoria por 4 a 0. Torres fue titular en toda la temporada, alcanzando las semifinales erminó su primera temporada en Nápoles con 34 presencias y 2 goles.
El 7 de marzo de 2009 sufrió, durante un entrenamiento, una fractura en un pie que lo mantuvo dos meses y medio inactivo. En el transcurso de la temporada 2008/09 se confirmó como titular en el mediocampo partenopeo.
Después de haber ganado la Copa Italia 2012 y haber prolongado su contrato con el Napoli hasta el 2016, el 23 de agosto de 2012 se hizo oficial su préstamo al Inter de Milán: 1,25 millones de euros por un año, aumentable a 5,25 millones para adquirir el pase definitivamente. Debutó como titular el 26 de agosto en Pescara-Inter 0-3.
Al final de la temporada 2012-2013, el Inter de Milán decidió no hacer efectiva la opción de compra que tenía sobre el jugador, así que este regresó al Napoli para luego ser cedido al Parma. Tras una última temporada en el club napolitano, donde ganó la Supercopa de Italia 2014, en julio de 2015 fichó por el Monterrey de la Primera División de México. El 20 de julio de 2017 rescinde contrato con Monterrey por no ser tenido en cuenta por el entrenador Antonio Mohamed. El 24 de julio de 2017 firma contrato durante tres temporadas con el Club Atlético Peñarol de Uruguay.

## Selección nacional
Debutó en la selección uruguaya el 30 de mayo de 2006 en un partido amistoso contra la selección de Libia jugado en Túnez. Además de jugar en partidos amistosos, ha participado en la Copa América 2007, en las Eliminatorias Sudamericanas para el Mundial de Sudáfrica 2010, en el Mundial de Sudáfrica 2010, donde Uruguay obtuvo el 4º puesto; en la Copa América 2011, donde fue campeón Uruguay; y en la Copa FIFA Confederaciones 2013 llevada a cabo en Brasil, obteniendo el cuarto puesto.

## Estadísticas

### Clubes
| Club            | País      | Año             | Part. | Goles | Asist. | Prom. |
| --------------- | --------- | --------------- | ----- | ----- | ------ | ----- |
| Progreso        | Uruguay   | 2006 - 2008     | 13    | 1     | 0      | 0,08  |
| Vida (cedido)   | Honduras  | 2007 - 2008     | 35    | 3     | 1      | 0,09  |
| Motagua         | Honduras  | 2008 - 2009     | 36    | 1     | 0      | 0,03  |
| Rampla Juniors  | Uruguay   | 2009 - 2010     | 23    | 1     | 1      | 0,04  |
| Racing (C)      | Argentina | 2010 - 2010     | 36    | 0     | 2      | 0,00  |
| Magallanes      | Chile     | 2011 - 2012     | 73    | 0     | 4      | 0,00  |
| Bella Vista     | Uruguay   | 2012 - 2013     | 26    | 1     | 6      | 0,04  |
| Aucas           | Ecuador   | 2013 - 2016     | 141   | 5     | 5      | 0,04  |
| Macará (cedido) | Ecuador   | 2016 - 2016     | 141   | 5     | 5      | 0,04  |
| NK Sesvete      | Croacia   | 2017 - 2018     | 141   | 5     | 5      | 0,04  |
| Torque          | Uruguay   | 2018 - presente | 141   | 5     | 5      | 0,04  |
| Total           |           | 2003 - 2018     | 534   | 11    | 35     | 0,02  |

## Palmarés

### Campeonatos nacionales
| Título             | Club   | País    | Año  |
| ------------------ | ------ | ------- | ---- |
| Serie B de Ecuador | Aucas  | Ecuador | 2014 |
| Serie B de Ecuador | Macará | Ecuador | 2016 |

### Distinciones individuales
| Distinción                                                  | Año  |
| ----------------------------------------------------------- | ---- |
| Máximo asistente de la Copa Confederaciones (3 asistencias) | 2013 |
| Once Ideal de la Liga MX Clausura 2016                      | 2016 |
| JugadorManyadelMes de noviembre                             | 2017 |